# Yanou
Янн Пайфер (нем. Yann Peifer; род. 6 марта 1974 года, Бад-Кройцнах, Западная Германия), известный под псевдонимом Yanou — немецкий транс- и евродэнс -музыкант и продюсер. Он наиболее известен сотрудничеством с исполнительницей До над хитом DJ Sammy «Heaven», а также участием в популярных немецких транс-группах Tune Up! с DJ Manian и Cascada вместе с Натали Хорлер и Manian. До работы с Tune Up!, Cascada и DJ Sammy, в конце 1990-х он продюсировал и писал треки для группы Beam & Yanou.

## Дискография
- 2001 «Heaven» — DJ Sammy and Yanou ft. Do, (UK #1, US #8), BPI: 2× Platinum[3]

- 2002 «Heaven (Candlelight Mix)» — DJ Sammy and Yanou ft. Do
- 2002 «On & On» — Yanou ft. Do
- 2004 «Miracle» — Cascada
- 2005 «Everytime We Touch (Yanou’s Candlelight Mix)» — Cascada
- 2006 «King of My Castle» — Yanou ft. Liz
- 2007 «Sun Is Shining» — Yanou
- 2007 «What Hurts the Most (Yanou’s Candlelight Mix)» — Cascada
- 2008 «A Girl Like You» — Yanou ft. Mark Daviz
- 2008 «Children of the Sun» — Yanou
- 2009 «Brighter Day» — Yanou ft. Anita Davis
- 2009 «Draw the Line (Yanou’s Candlelight Mix)» — Cascada
- 2010 «Pyromania» — Cascada
- 2011 «San Francisco» — Cascada
- 2011 «Au Revoir» — Cascada
- 2011 «Night Nurse» — Cascada
- 2012 «It’s a Fine Day» — John Modena & Yanou
- 2012 «Summer of Love» — Cascada
- 2012 «The Rhythm of the Night» — Cascada
- 2013 «25 Lightyears Away» — Yanou
- 2013 «Glorious» — Cascada
- 2013 «The World Is in My Hands» — Cascada
- 2014 «Bring on the Sun» — Yanou ft. Andreas Johnson
- 2014 «Madness» — Cascada
- 2015 «Reason» — Cascada
- 2017 «Run» — Cascada
- 2018 «Back for Good» — Cascada
- 2019  «Like the Way I Do» — Cascada
- 2020  «I’m Feeling It (In the Air)» — Cascada
- 2021  «One Last Dance» — Cascada
- 2021 «Never Let Me Go» — Cascada

### Beam & Yanou
- 1997 «On Y Va»
- 1998 «Paraiso»
- 2000 «Rainbow of Mine»
- 2000 «Sound of Love»
- 2000 «Free Fall»

### Ремиксы
- 1997 «Shout! (Beam & Yanou Remix)»
- 1997 «Encore! — Le Disc Jockey (Beam & Yanou Remix)»
- 1997 «The Original (Beam & Yanou Remix)»
- 1997 «The Full House (Beam & Yanou Remix)»
- 1998 «Deeper Than Deep (Beam & Yanou Remix)»
- 1998 «Light of Mystery (Beam & Yanou Remix)»
- 1999 «Look at Us (Beam vs. Yanou)»
- 2000 «E Nomine — E Nomine (Beam & Yanou)»
- 2000 «Sinéad O'Connor — Nothing Compares 2 U (Beam & Yanou)»
- 2000 «Love Is the Answer (Beam & Yanou)»
- 2000 «Cosmic Gate — Somewhere Over the Rainbow / Fire Wire (Beam & Yanou)»
- 2001 «Geil (DJ Beam & Yanou)»
- 2001 «Cosmic Gate — Somewhere Over the Rainbow (Part II) (Beam & Yanou)»